# Haven van New York en New Jersey

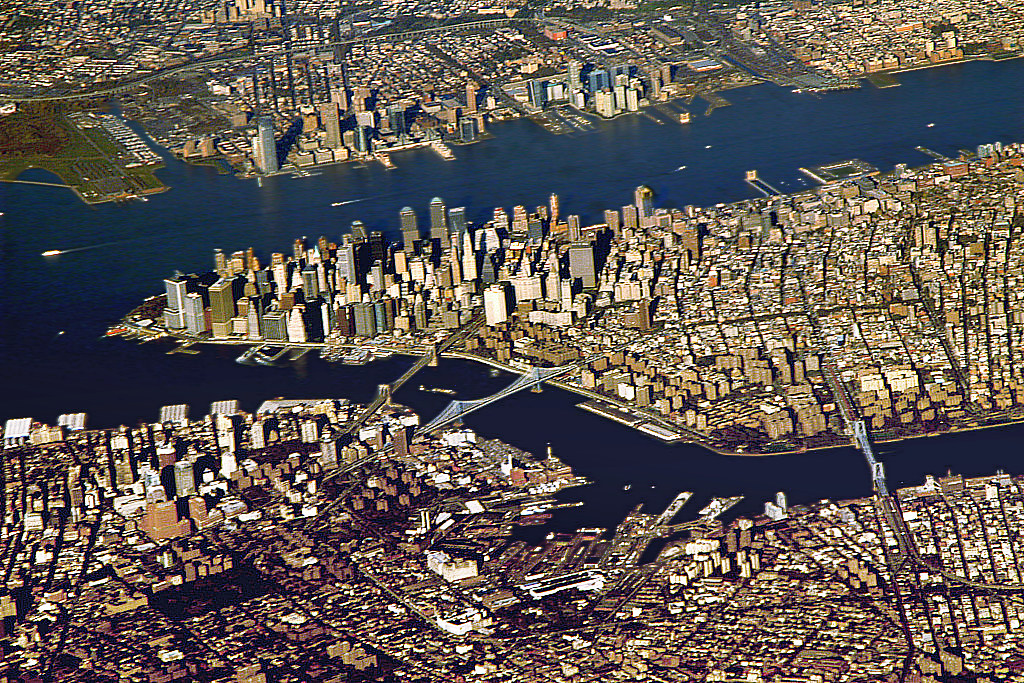
De haven van New York en New Jersey groeide vanaf de samenkomst van de Hudson en de East River in de Upper New York Bay

De Haven van New York en New Jersey ligt in het estuarium in de agglomeratie New York tussen New York en New Jersey. Het gebied ligt grofweg binnen 40 kilometer van het Vrijheidsbeeld. De kustlijn in dit gebied is meer dan duizend kilometer lang.
Het gebied wordt gezien als een van de beste natuurlijke havens ter wereld. Dit was ook de reden waarom de Nederlanders in 1625 de stad Nieuw Amsterdam hier vestigden.
De haven is, gemeten naar tonnage, de op twee na grootste haven van de Verenigde Staten en de grootste haven aan de oostkust van Noord-Amerika.

## Waterwegen
De ingang naar de haven vanaf de Atlantische Oceaan ligt ten zuidoosten, tussen Sandy Hook en Rockaway Point. Vanuit de Lower New York Bay en de oostelijke arm Raritan Bay kunnen schepen door Arthur Kill of verder noordwaarts via The Narrows naar Upper New York Bay. Soms wordt The Narrows ook wel Verrazano Narrows genoemd naar de brug over deze zeestraat, de Verrazano-Narrows Bridge. Upper New York Bay wordt van oudsher ook wel New York Harbor (Haven van New York) genoemd. Deze baai ligt aan de monding van de Hudson. Grote schepen kunnen stroomopwaarts varen naar de haven van Albany-Rensselaer. Naa het oosten ligt de Kill Van Kull, de zeestraat die leidt naar Newark Bay, gevoed door de Passaic River en de Hackensack River en de noordelijke ingang van Arthur Kill. Verder naar het oosten ligt het Gowanus Canal door Brooklyn. De East River is een brede zeestraat die noordwaarts loopt naar Newtown Creek en de Harlem River, en vanaf daar oostwaarts vanaf Hell Gate voordat de straat eindigt in Long Island Sound, waar het weer een open verbinding heeft met de zee.

### Vaargeulen

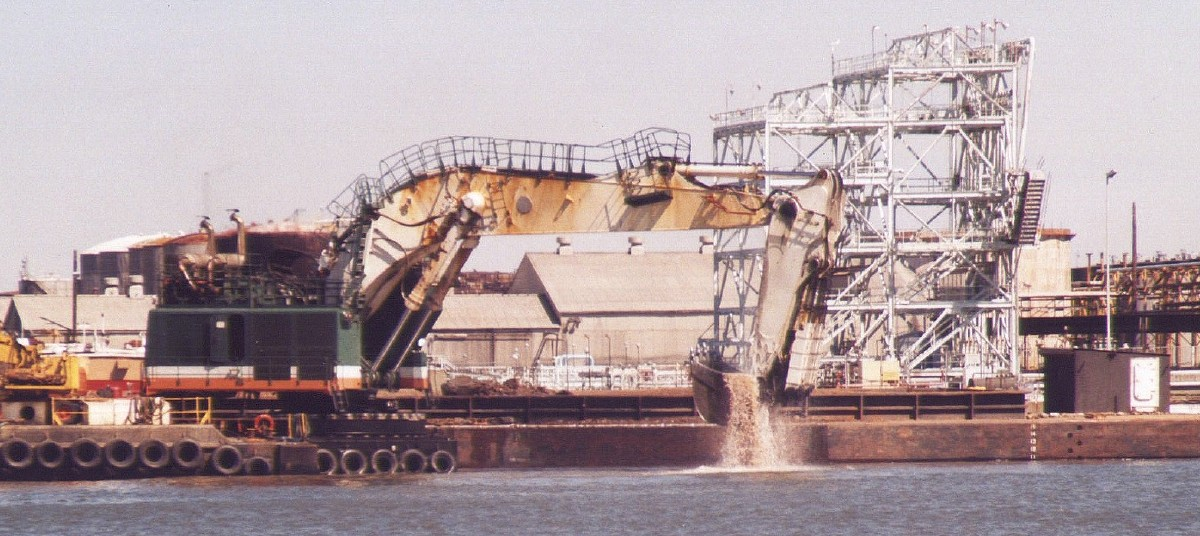
Uitdiepen van de Kill Van Kull

De haven bestaat uit een complex van ongeveer 380 kilometer vaargeulen (waar een loods verplicht is), alsook ankerplaatsen en zeehavenfaciliteiten. Grotere schepen hebben vaak hulp nodig van sleepboten om de krappere bochten te kunnen maken.
de natuurlijke diepte van de haven ligt rond 5 meter, maar de haven is door de jaren heen verdiept naar 7 meter in 1880. In 1891 was de hoofdvaargeul al 9 meter diep. In 1914 werd Ambrose Channel de hoofdtoegang tot de haven met een diepte van 14 meter en een breedte van 200 meter. Tijdens de Tweede Wereldoorlog werd de haven verder uitgebaggerd tot 14 meter diepte om schepen van de Panamax-klasse te kunnen bedienen. De United States Army Corps of Engineers is momenteel bezig met het uitdiepen van de haven tot 15 meter om Post-Panamax containerschepen te kunnen bedienen die door het Suezkanaal passen.
Het uitdiepen levert een groot milieutechnisch probleem op. De bodem is vervuild met pcb's en andere stoffen. In juni 2009 werd bekendgemaakt dat 200.000 kubieke meter vervuild slib gereinigd zou worden en opgeslagen werd in depots op de plaats van het voormalige Yankee Stadium en Brooklyn Bridge Park. Op veel plaatsen is de zanderige bodem uitgebaggerd tot op de rotsbodem. Verder uitdiepen betekent dat de rotsbodem met explosieven opgeblazen moet worden.

## Verantwoordelijkheden

### Port Authority of New York and New Jersey
De verantwoordelijkheden voor de haven zijn verdeeld over alle lagen van de overheid. De Port Authority of New York and New Jersey is verantwoordelijk voor de havenfaciliteiten en de verbindingen tussen New York en New Jersey. Onder de verantwoordelijkheid van de Port Authority vallen verschillende belangrijke bruggen en tunnels, maar ook de belangrijkste luchthavens in het gebied, het PATH spoorwegnetwerk, grote vastgoedontwikkelingen en het belangrijkste busstation, de Port Authority Bus Terminal.

### Overige overheden
De Waterfront Commission is opgericht in 1953 met als taak het opsporen en voorkomen van criminele activiteiten.
De United States Army Corps of Engineers is verantwoordelijk voor het onderhoud van de vaargeulen, zeeweringen en kades.
De United States Coast Guard houdt zich bezig met drijvend afval, illegale lozingen, reddingsacties, en het voorkomen van terrorisme.
De beide Staten en verschillende gemeentelijke overheden hebben waterpolitie-eenheden, terwijl de United States Park Police federaal bezit bewaakt. De National Park Service is verantwoordelijk voor een aantal monumenten, Natuurreservaten, en parken.
De U.S. Customs and Border Protection en U.S. Immigration and Customs Enforcement houden zich bezig met het toelaten van vreemdelingen op Amerikaans grondgebied en internationale handel.
In maart 2006 werd het beheer van de passagiersfaciliteiten overgedragen aan Dubai Ports World. Dit leidde tot een aanzienlijke rel over veiligheid aangezien een buitenlandse, nota bene Arabische partij zegenschap kreeg over deze belangrijke havenfaciliteiten, al was de feiltelijke beheerder het Britse P&O Ports, Dubai Ports World verkocht P&O's amerikaanse activiteiten later aan American International Group.

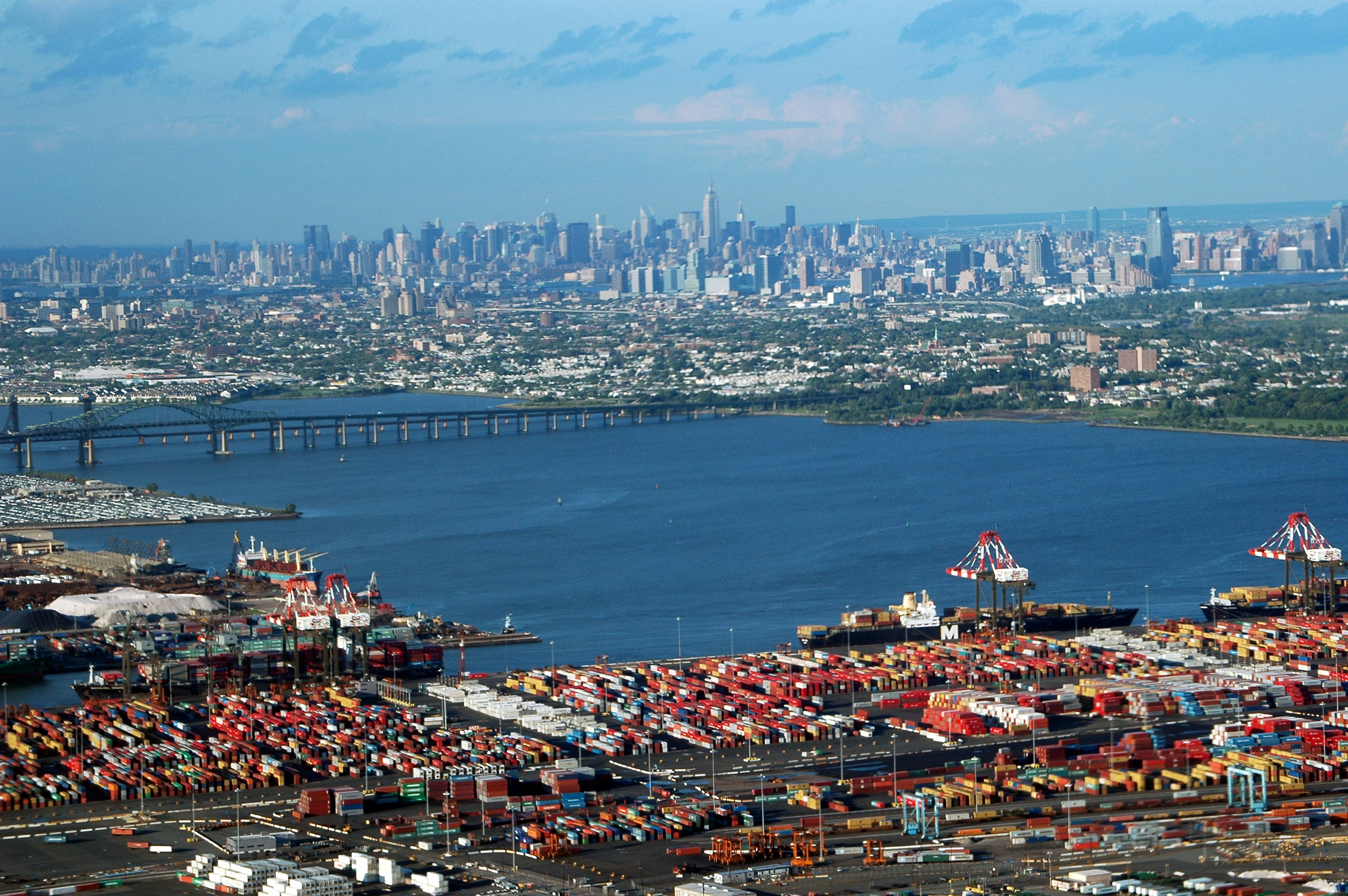
Port Newark-containerterminal

## Containerterminals
In de haven van New York en New Jersey bevinden zich vier containerterminals. Deze terminals zijn verhuurd aan verschillende bedrijven, zoals A.P. Møller-Mærsk Group, American Stevedoring, NYCT en Global Marine Terminal.
- Howland Hook Marine Terminal
- Port Jersey Marine Terminal
- Port Newark-Elizabeth Marine Terminal
- Red Hook Marine Terminal

## Cruiseterminals
De haven van New York staat al ruim twee eeuwen bekend als haven voor oceaanlijners. Door de opkomst van het vliegtuig speelt de haven van New York geen rol van betekenis meer in het reguliere passagiersverkeer, maar de haven kent wel een aantal terminals voor cruiseschepen. Meer dan een half miljoen mensen vertrekt jaarlijks vanaf de New York Passenger Ship Terminal aan de Hudson.
- Cape Liberty Cruise Port[21]
- Brooklyn Cruise Terminal[22]
- New York Passenger Ship Terminal[23]